# Мартин, Деанджело
Деанджело Кеннет Мартин (англ. Deangelo Kenneth Martin; 30 мая 1985, Детройт, штат Мичиган) — американский серийный убийца, совершивший с февраля 2018 года по июнь 2019 года серию из 6 нападений на женщин, сопряжённых с изнасилованиями в городе Детройт, в результате которых 4 жертвы нападений были убиты. Все убитые женщины были проститутками.

## Биография
Деанджело Кеннет Мартин родился 30 мая 1985 года в Детройте, штат Мичиган. Детство и юность провёл в районе, населённым представителями маргинального слоя общества, ведущих криминальный образ жизни. Его мать, Шантриен Баркер, которой на момент рождения Деанджело было 18 лет, в последующие годы неоднократно сталкивалась с системой уголовного правосудия. В 1998 году она была признана виновной в похищении и совершении убийства человека, вследствие чего получила в качестве уголовного наказания пожизненное лишение свободы. После осуждения матери воспитанием Деанджело занимался его отец.
Мартин посещал школу Kettering High School, которую окончил в 2003 году. По неподтверждённым данным, после окончания школы Мартин обучался в Университете Уэйна. После смерти своего отца Деанджело Мартин проживал вместе с бабушкой и дедушкой по отцовской линии. Вследствие банкротства Детройта, в середине 2010-х Мартин стал испытывать проблемы с трудоустройством и материальные трудности, по причине чего в конце 2010-х он начал вести маргинальный образ жизни и много времени проводить в обществе наркоторговцев, сутенёров и проституток, одна из которых непродолжительное время была его сожительницей.

## Серия убийств
В феврале 2018 года Деанджело Мартин заманил 57-летнюю Анетту Нельсон в один из заброшенных домов, расположенных в районе под названием Уинтроп, где изнасиловал и задушил. Её тело было обнаружено 26 февраля 43-летним бездомным мужчиной по имени Рудольф Хендерсон, который вытащил её тело из дома на тротуар. Однако записи камер видеонаблюдения с ближайшей автомойки впоследствии доказали его непричастность.
В марте 2019 года Мартин познакомился с 52-летней Нэнси Харрисон. После совместного употребления наркотических средств Мартин заманил женщину в один из заброшенных домов, где изнасиловал жертву и нанёс ей несколько ударов тупым предметом по голове, в результате чего она получила черепно-мозговую травму, от последствий которой скончалась. Её тело было найдено 19 марта
В конце апреля того же года Деанджело Мартин, действовав по той же схеме, заманил в один заброшенных домов 52-летнюю Трэвесин Эллис, после изнасиловал и убил. Она была объявлена в розыск 15 мая, после чего её тело было обнаружено 24 мая в сильно разложенном виде.
6 мая того же года Мартин в одном из наркопритонов познакомился с 26-летней девушкой, которая вела бродяжнический образ жизни. После знакомства Деанджело отвел её в дом, где он проживал вместе с девушкой, где предоставил ей место для ночлега в подвале дома. После того как его знакомая приняла душ и легла спать, Мартин совершил на неё нападение, в ходе которого изнасиловал её и нанес удар ножом ей в область шеи. В ходе попытки убийства жертва оказала яростное сопротивление и привлекла внимание бабушки преступника, которая, став свидетелем преступления, позвонила по номеру 911 для получения срочной помощи, однако Деанджело Мартин сумел скрыться до приезда полиции, после чего был объявлен в розыск
3 июня 2019 года Деанджело Мартин совершил нападение на 51-летнюю женщину, в ходе которого затащил её в заброшенный дом, где совершил попытку её изнасилования, во время которой жертва оказала ему яростное сопротивление и нанесла несколько ударов ножом, после чего Мартин сбежал. Через два дня в одном из пустующих здании было обнаружено сильно разложенное тело ещё одной жертвы Мартина, которая впоследствии была опознана как 55-летняя Тамара Джонс.
Во всех убийствах Мартин продемонстрировал выраженный ему образ действия. Всем жертвам преступник после смерти придал унизительные позы, оставил возле тел жертв использованные презервативы со следами своих биологических жидкостей, а также похитил у каждой из них носок.

## Арест
Деанджело Мартин был арестован в Детройте 7 июня 2019 года на одной из городских остановок. После ареста он был доставлен в полицейский участок, где ему были предъявлены обвинения сперва в нападении и попытке убийства, которые он совершил в мае 2019 года. После того как его опознала вторая выжившая жертва, 23 июля того же года ему было предъявлено обвинение в совершении ещё одного нападения. В этот период у него взят образец крови и слюны для проведения ДНК-экспертизы, на основании результатов была доказана его причастность к совершению четырёх убийств, после чего 19 сентября ему были предъявлены новые обвинения. В ходе расследования полиция обыскала более 3000 заброшенных домов на территории Детройта в поисках потенциальных жертв преступника, в результате чего Мартин попал под подозрение в совершении ещё нескольких убийств. В частности Мартин стал подозреваемым в убийстве Деборы Рейнолдс, которая пропала без вести в августе 2018 года. Её тело было обнаружено в декабре того же года. На основании записей камер видеонаблюдения было установлено, что в день своего исчезновения женщина покидала магазин «7-Eleven» совместно с Деанджело Мартином.

## Суд
В декабре 2019 года адвокаты Мартина подали ходатайство на проведение судебно-психологической экспертизы, на основании результатов которой Деанджело Мартин в феврале 2020 года был признан вменяемым и подлежащим уголовной ответственности. Судебный процесс открылся 20 августа 2020 года.
В начале сентября 2022 года Мартин заключил с прокуратурой соглашение о признании вины. Он признал себя виновным в совершении 4 убийств и совершении 2 изнасилований в обмен на невынесение ему уголовного наказания в виде пожизненного лишения свободы. В рамках соглашения о признании вины, прокуратура округа Уэйн потребовала суд вынести ему уголовное наказание в виде лишения свободы на срок от 45 до 70 лет. Приговор Деанджело Мартину должен быть вынесен 6 октября 2022 года. Был приговорён 6 октября 2022 года  и сейчас находится в исправительном учреждении Ричарда А. Хэндлона .